# Fever Crumb
A Fever Crumb Philip Reeve brit író regénye. A Fever Crumb sorozat első kötete. Eredeti nyelven (Fever Crumb) 2009-ben adták ki az Egyesült Királyságban.

## Fordítás
- Ez a szócikk részben vagy egészben  a   Fever Crumb című angol Wikipédia-szócikk fordításán alapul.  Az eredeti cikk szerkesztőit annak laptörténete sorolja fel. Ez a jelzés csupán a megfogalmazás eredetét és a szerzői jogokat jelzi, nem szolgál a cikkben szereplő információk forrásmegjelöléseként.